# Xanthisme
Ne doit être confondu ni avec le xanthome, ni avec la xanthochromie
Le xanthisme ou xanthochroïsme (du grec Ξανθός / xanthós, « jaune », « blond » ou « fauve ») désigne un ensemble de phénotypes caractérisés par la couleur jaune des téguments sur toute la surface de l'anatomie de l'animal ou par zones (peau, pelage, plumage, œufs). Les espèces sont alors qualifiées de xanthiques ou de "gold" dans le langage commercial courant des espèces animales.
L'opposé du xanthisme, qui est une carence ou une absence totale de pigment jaune, s'appelle l'axanthisme.

## Causes
La cause en est généralement génétique, mais peut aussi être l'alimentation. Certains gènes interfèrent avec la différenciation ou la migration des chromatophores et des mélanocytes issus de la crête neurale lors de l’embryogenèse, ce qui entraine une absence de pigmentation normale et / ou une production excessive d'autres pigments. Le xanthisme est souvent associé à l'absence de pigmentation rouge habituelle, qui se traduit par un remplacement par le jaune.

## Espèces animales
Contrairement à d'autres dyschromies qui touchent l'ensemble du règne animal, le xanthisme atteint surtout les poissons et les oiseaux, dans une moindre mesure les reptiles et amphibiens.
Une enquête de l'Université Cornell, à partir de l'observation des oiseaux au plumage anormal lors de leur visite aux mangeoires, indique que 4% d'entre eux peuvent être considérés xanthiques, contre 76% albinos.

## Le xanthisme chez les oiseaux
Beaucoup d'oiseaux présentent un xanthisme génétique, en particulier ceux sélectionnés pour ces mutations génétiques en aviculture, notamment plusieurs espèces de perroquet dont la perruche ondulée aussi appelée "lutino". On parle aussi de spéciation xanthogénique.
On compte aussi à l'état sauvage nombre d'oiseaux xanthiques, parmi lesquels la bergeronnette printanière, le pouillot siffleur, la paruline tigrée, le cardinal à poitrine rose, le gros-bec errant, le pic à ventre roux, le piranga écarlate, le cardinal rouge, le pic épeiche, la couturière à longue queue, le gonolek rouge et noir, la perruche de Sparrman, l'inséparable rosegorge, le nestor kéa...

## Comparaison entre spécimens xanthiques et spécimens normaux

### Oiseaux

Inséparable
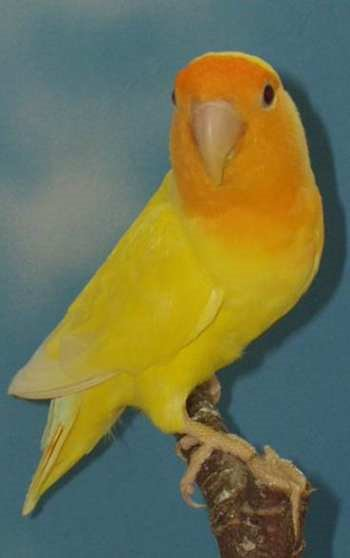
Inséparable rosegorge xanthique
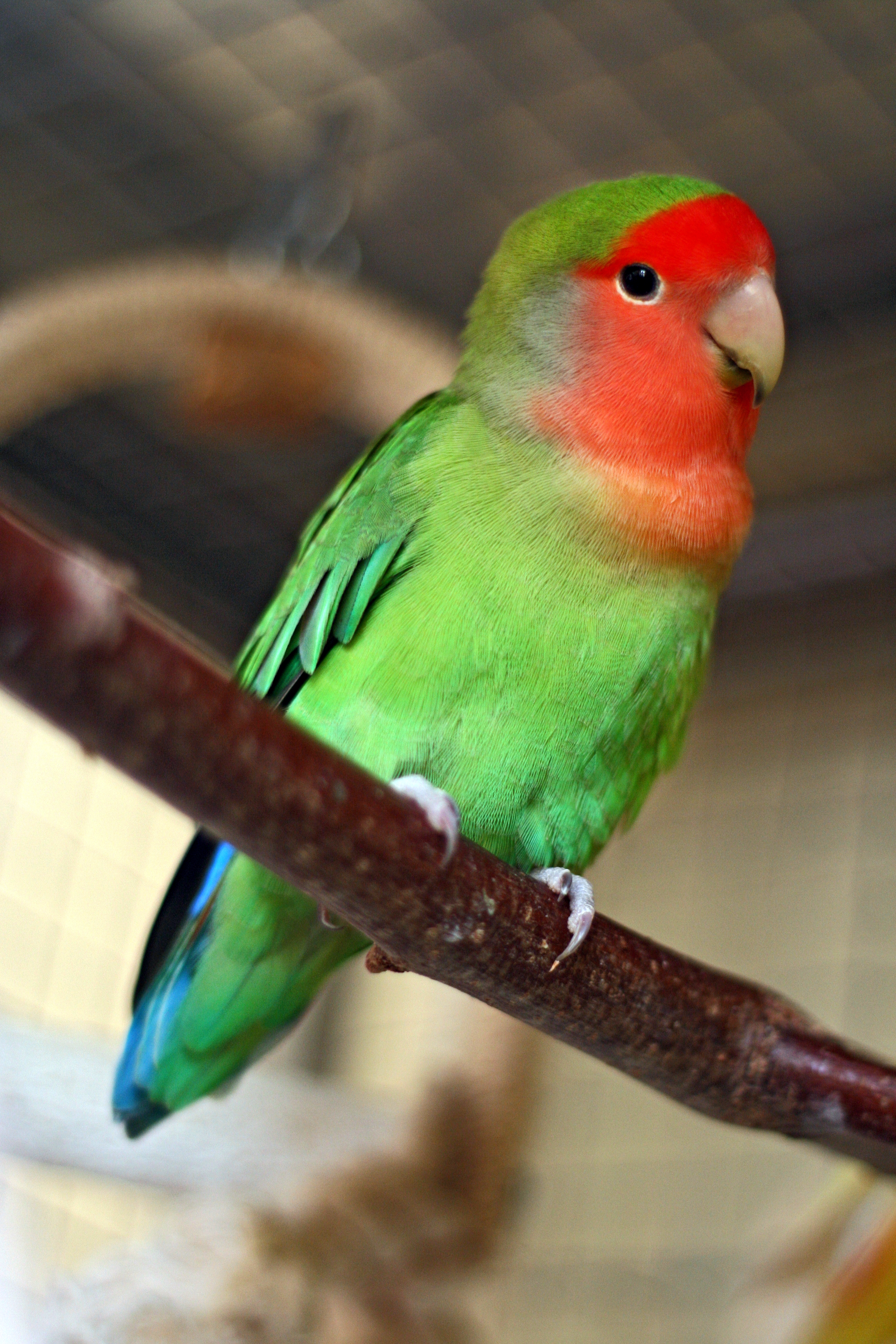
Inséparable rosegorge normal

### Poissons

Cichlasoma/Cryptoheros/Amatitlania Sajica
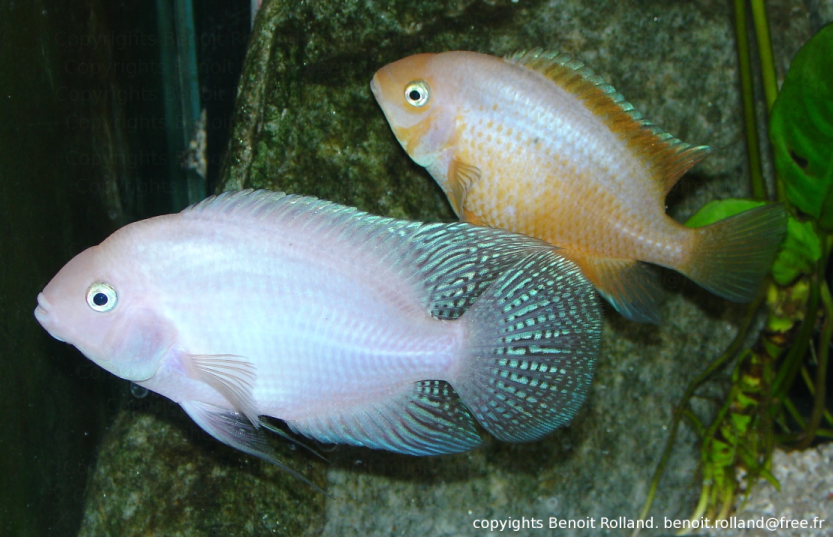
Xanthiques, male et femelle
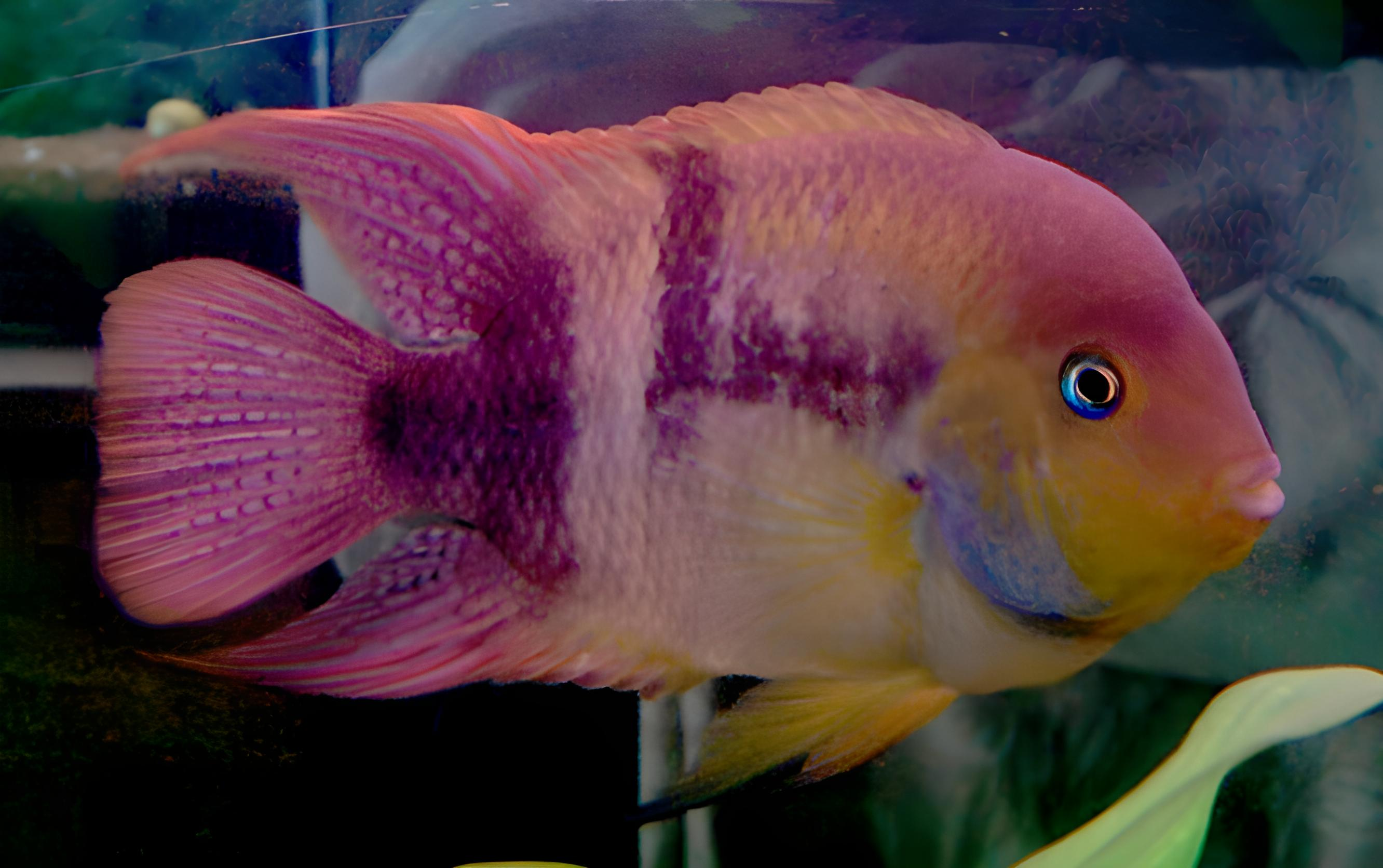
male de phénotype sauvage

Carassin/Poisson rouge
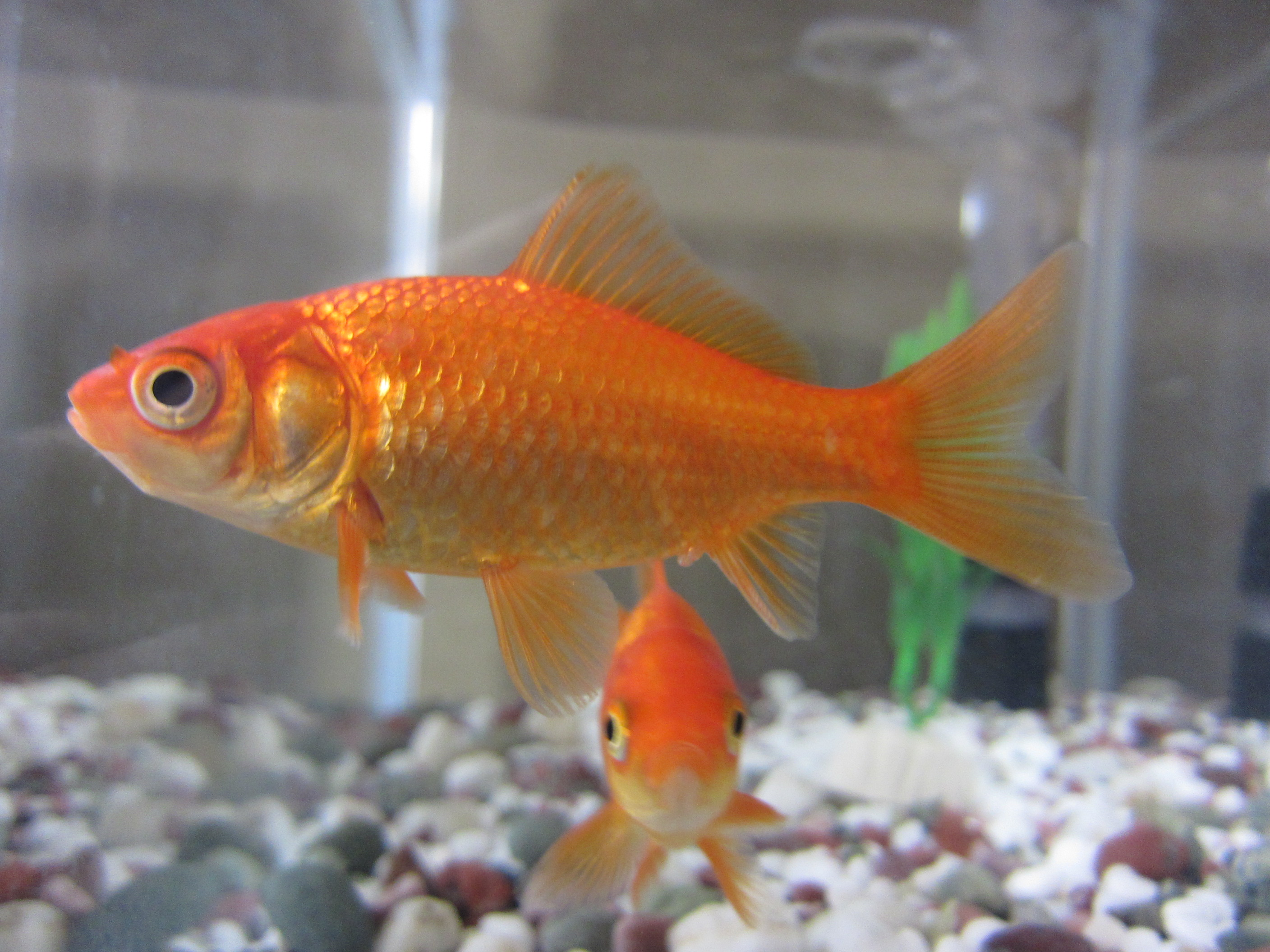
Carassin xanthique
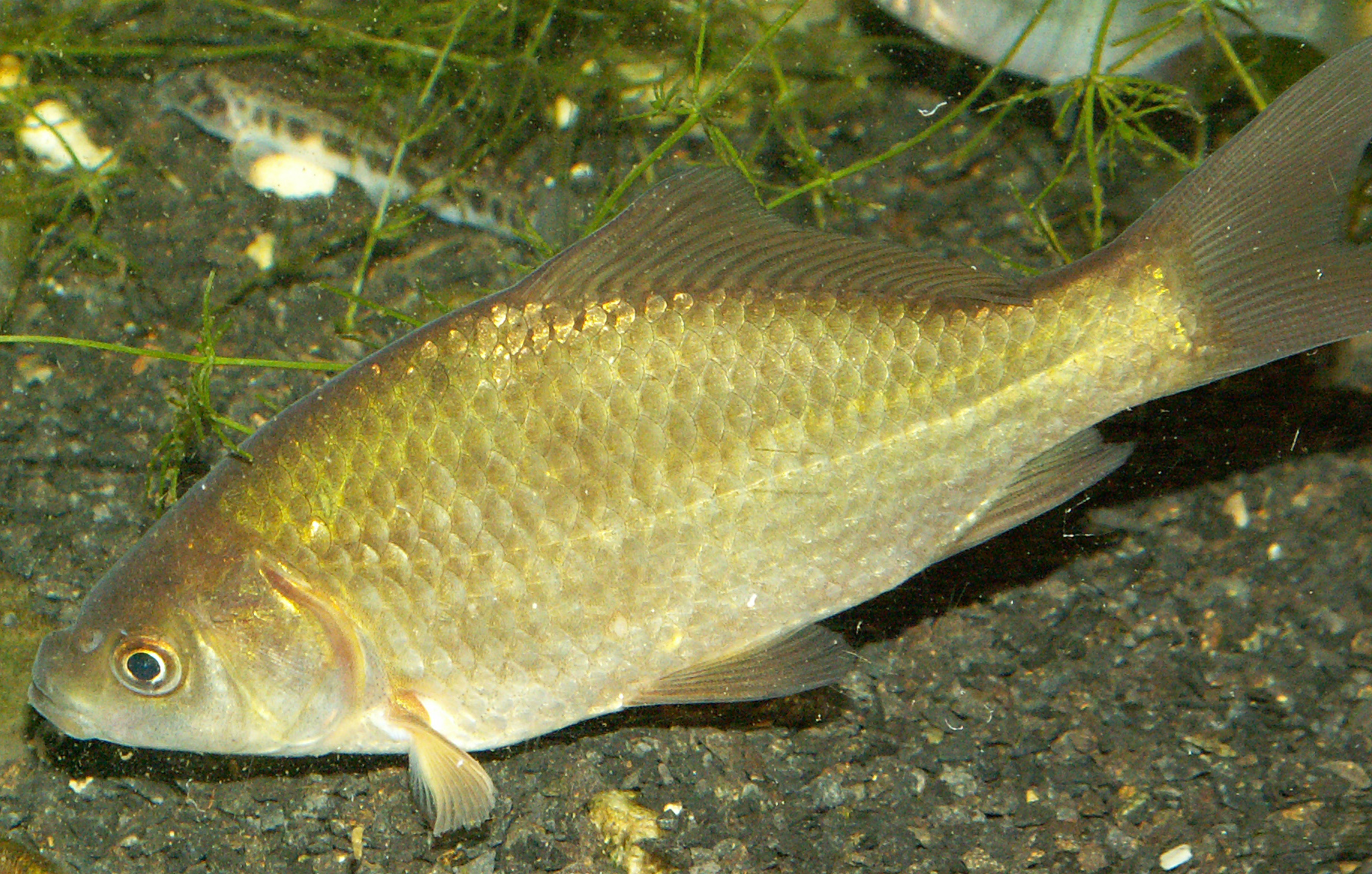
Carassin commun sauvage

### Reptiles

Python royal
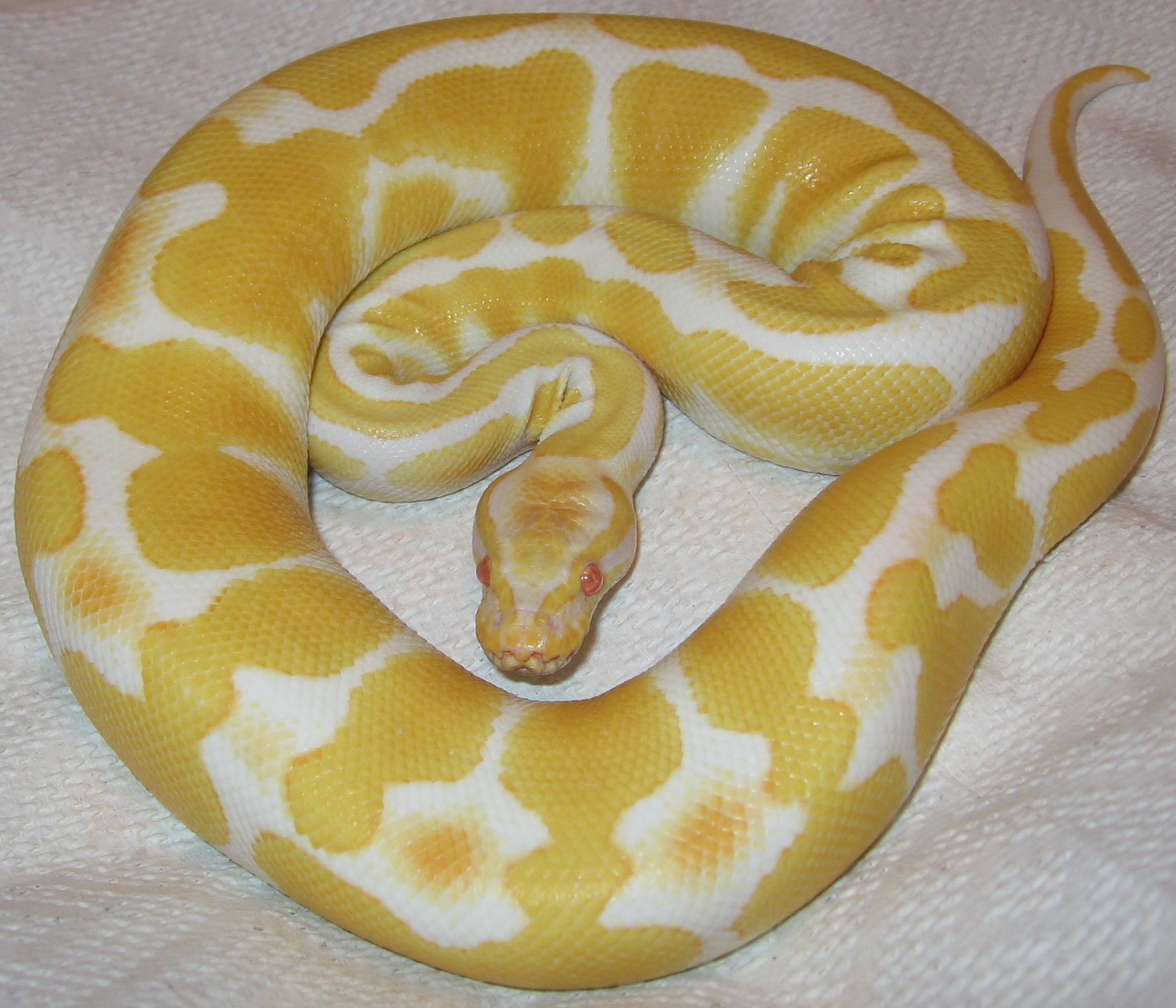
xanthique
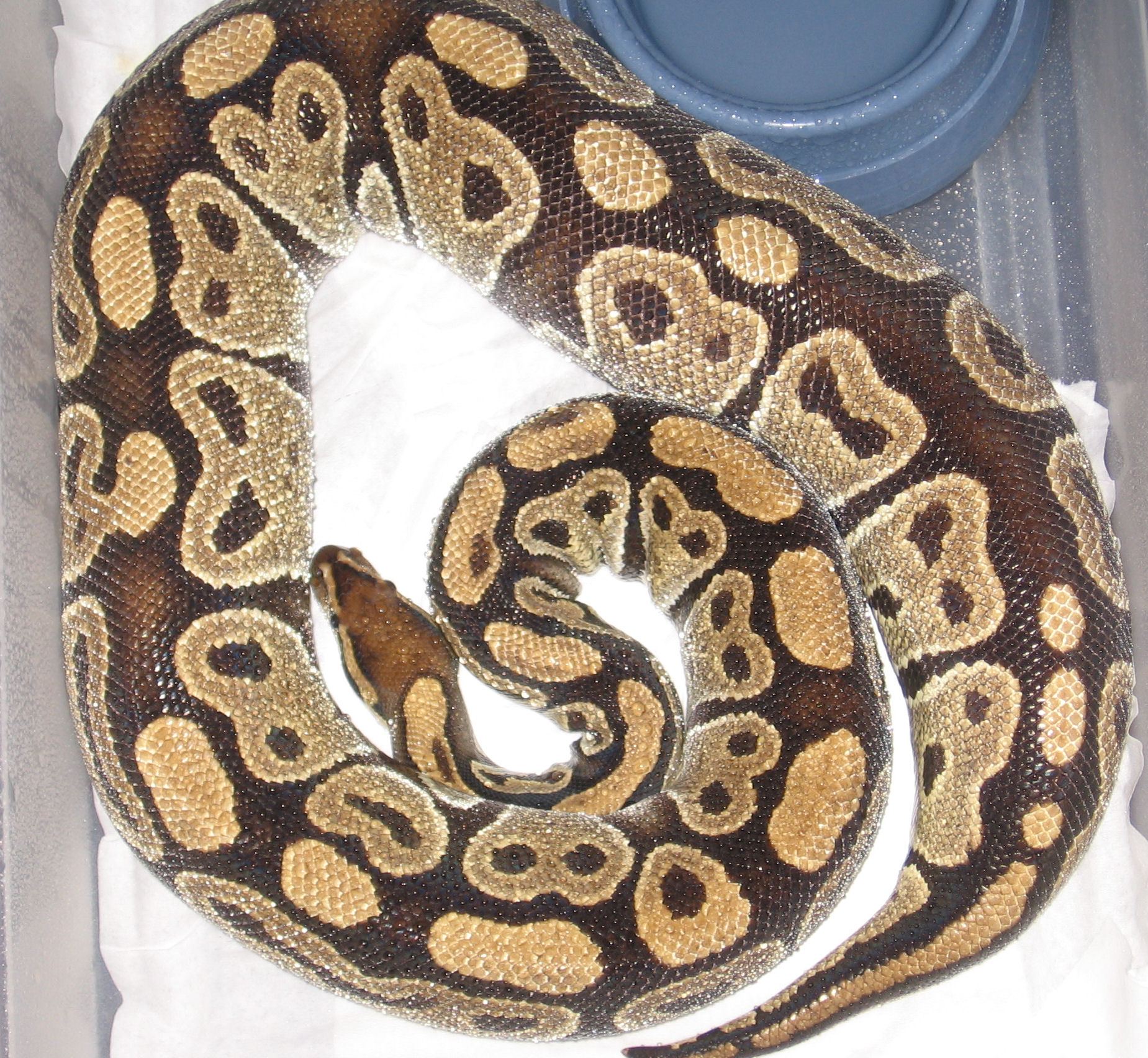
normal

Tortue de Floride
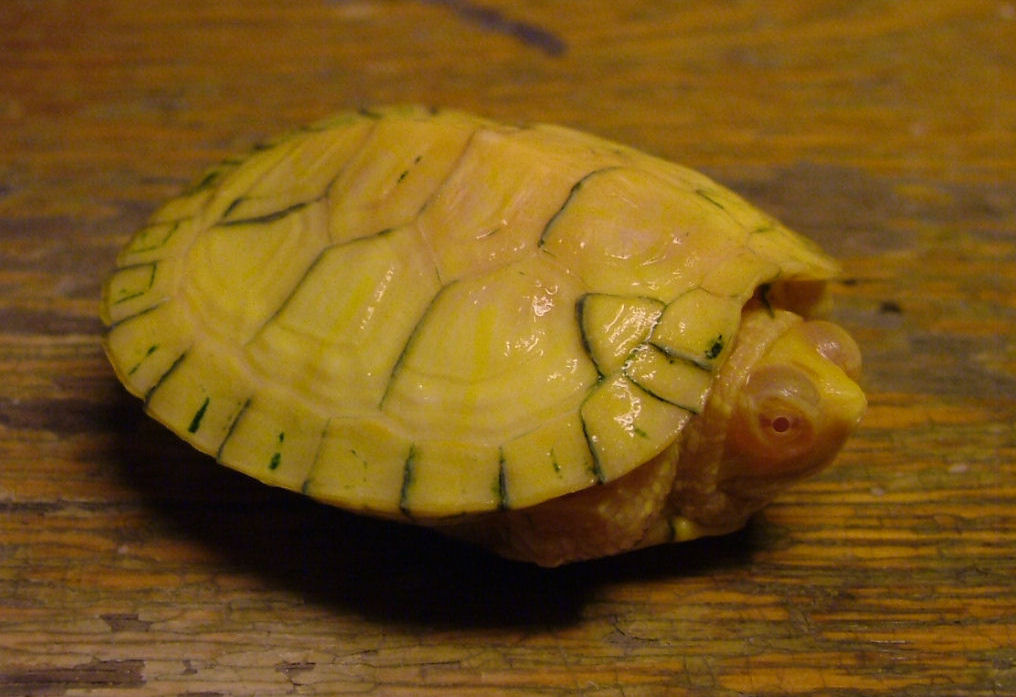
xanthique
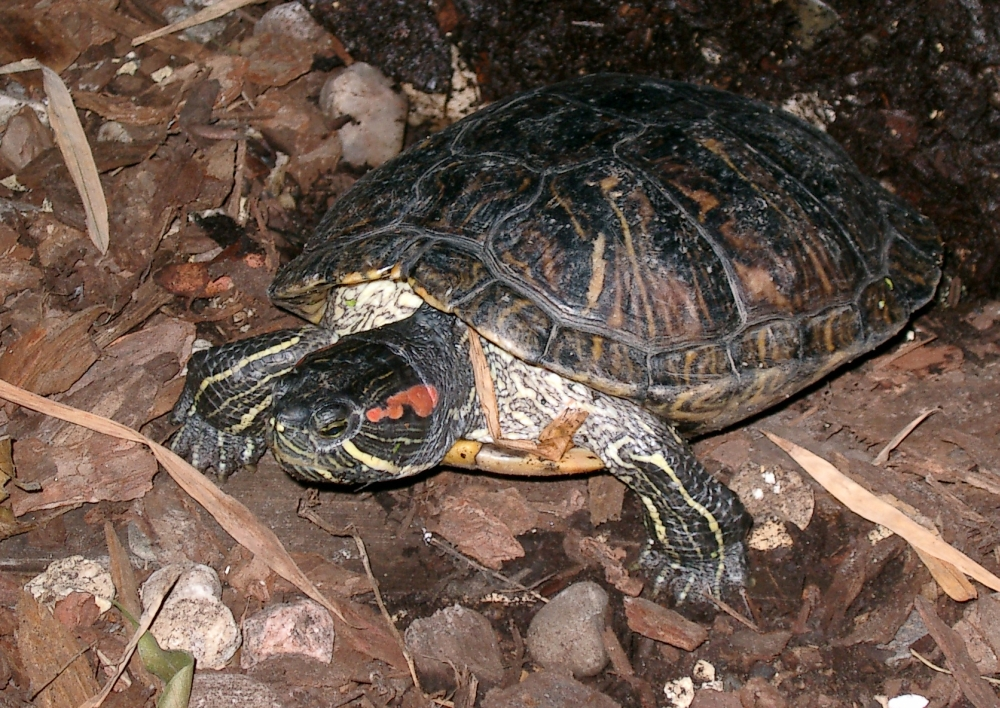
normale

Grenouille cornue d'Argentine
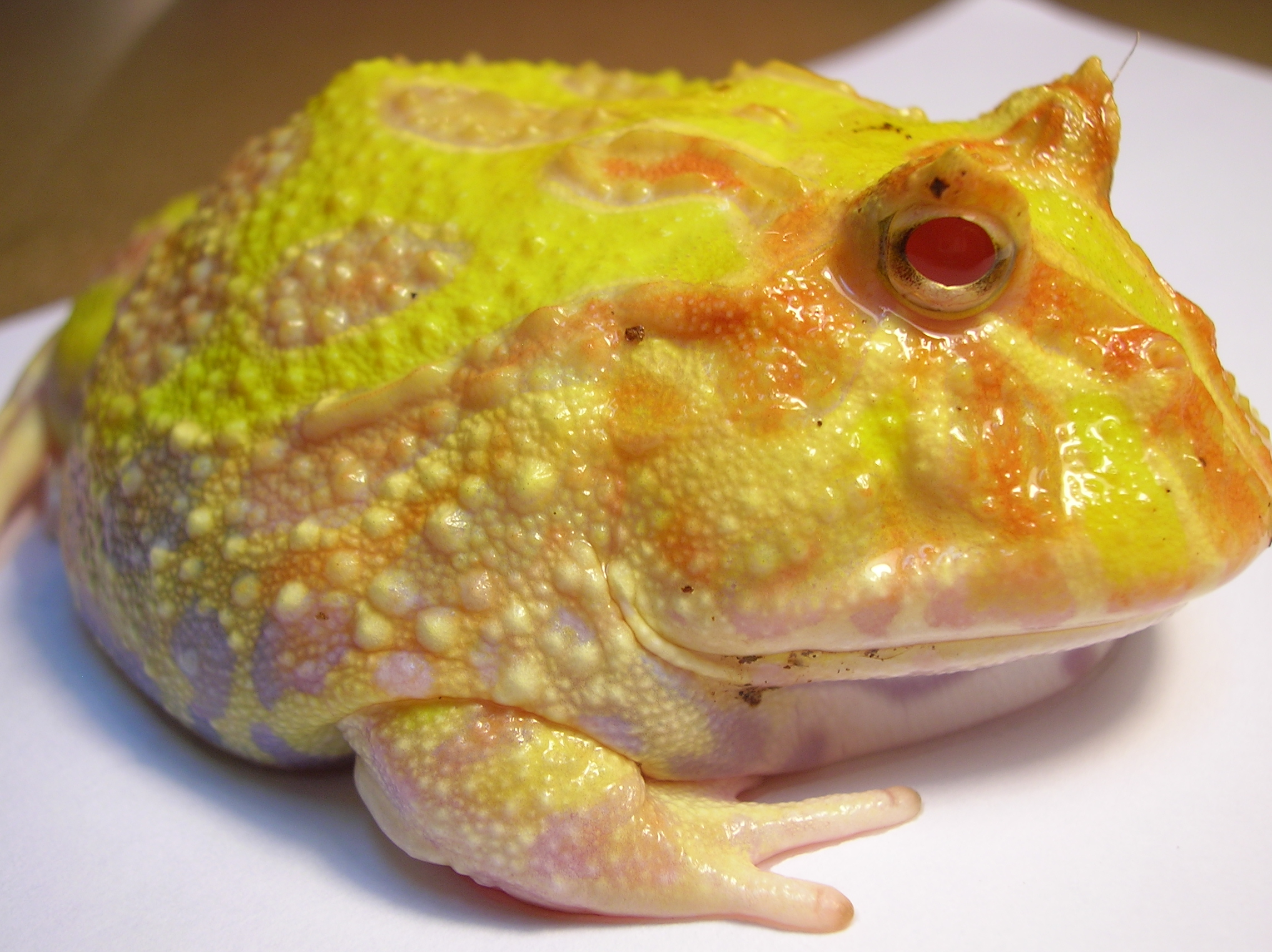
xanthique
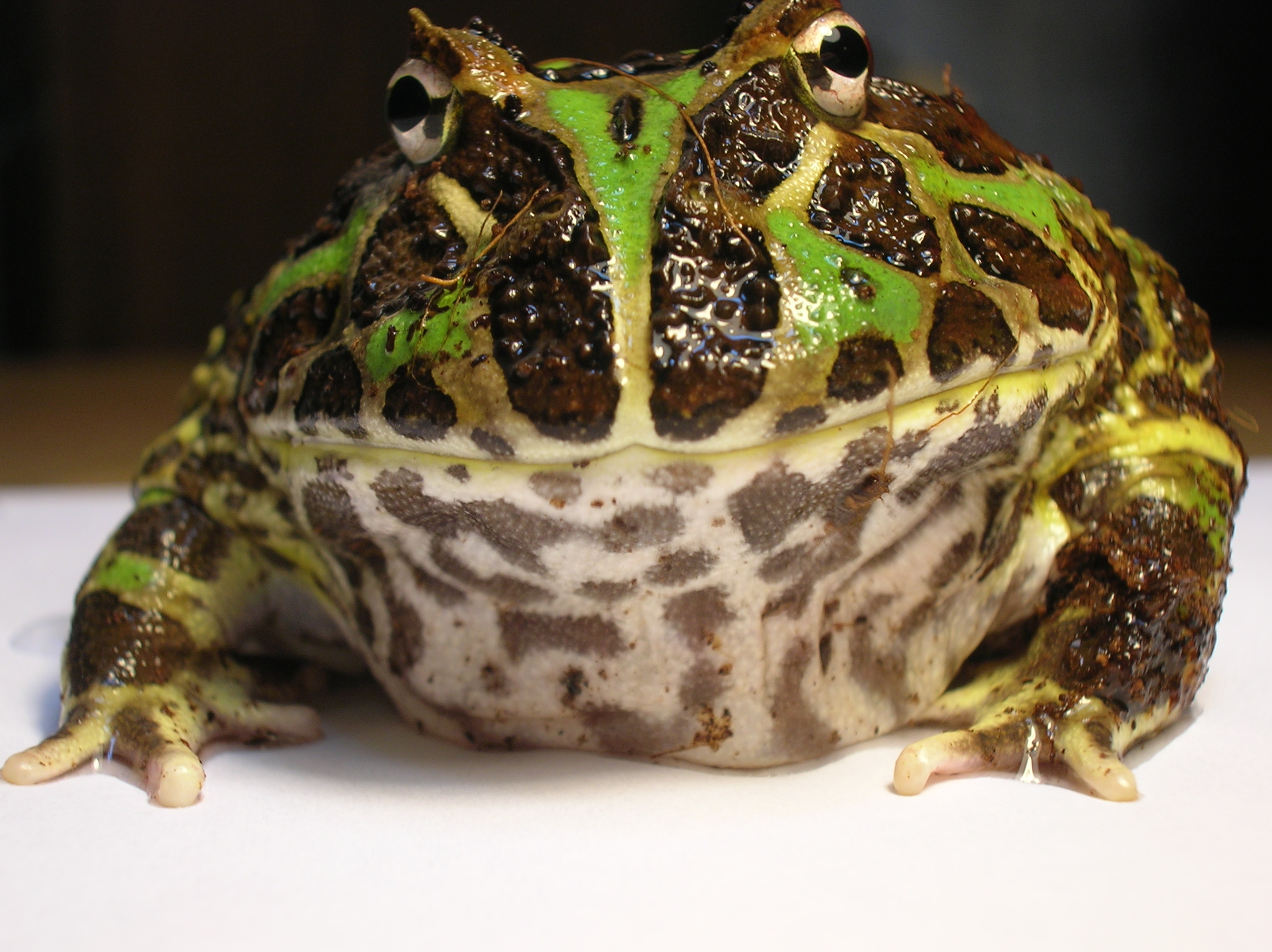
normale

- Python royal
- xanthique
- normal